# Isolde Kurz

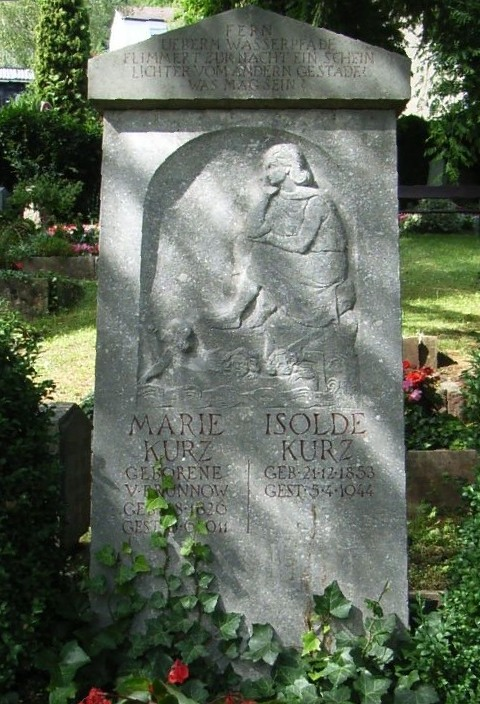
Hrob Marie und Isolde Kurz v Tübingenu

Maria Clara Isolde Kurz (21. prosince 1853, Stuttgart – 5. dubna 1944, Tübingen) byla německá básnířka a prozaička věnující se převážně povídkám.

## Biografie
Narodila se ve Stuttgartu jako dcera spisovatele a knihovníka Hermanna Kurze. Měla také čtyři bratry, Alfreda, Baldeho, Erwina a Edgara. Po smrti otce odchází do Mnichova, kde si přivydělává jazykovou výukou a literárními překlady.
Nejvíce se proslavila svými lyrickými básněmi, psanými v němčině – Gedichte (Stuttgart, 1888) a Neue Gedichte (1903). Mezi její známé povídky patří Florentiner Novellen (1890, 2. část 1893), Italienische Erzählungen (1895) a Von Dazumal (1900).

## Dílo
- 1888 Gedichte
- 1890 Florentiner Novellen
- 1895 Italienische Erzählungen
- 1900 Von dazumal. Erzählungen
- 1901 Unsere Carlotta
- 1902 Die Stadt des Lebens: Schilderungen aus der Florentinischen Renaissance
- 1902 Frutti di mare
- 1902 Genesung. Sein Todfeind und Gedankenschuld.
- 1905 Im Zeichen des Steinbocks: Aphorismen
- 1905 Neue Gedichte
- 1906 Hermann Kurz: ein Beitrag zu seiner Lebensgeschichte
- 1907 Lebensfluten: Novellen
- 1908 Die Kinder der Lilith.Ein Gedicht
- 1910 Florentinische Erinnerungen
- 1910 Die Humanisten
- 1913 Wandertage in Hellas
- 1914 Zwei Märchen
- 1914 Deutsches Schwert 1914. Gesang für Barÿton oder einstimmigen Männerchor mit Orchesterbegleitung. Komponiert von Peter Gast.
- 1915 Cora. Erzählungen
- 1916 Schwert aus der Scheide: Gedichte
- 1918 Aus meinem Jugendland
- 1919 Traumland
- 1922 Nächte von Fondi
- 1924 Die Liebenden und der Narr
- 1924 Vom Strande. Erzählungen
- 1925 Der Despot. Georg Müller, München
- 1925 Gesammelte Werke. 6 Bde.
- 1926 Meine Mutter
- 1927 Die Stunde des Unsichtbaren. Seltsame Geschichten
- 1928 Aus frühen Tagen. Erzählungen
- 1929 Ein Genie der Liebe. Dem toten Freund zur Wohnstatt
- 1929 Der Ruf des Pan. Zwei Geschichten von Liebe und Tod
- 1931 Vanadis. Der Schicksalsweg einer Frau
- 1933 Die Nacht im Teppichsaal. Erlebnisse eines Wanderers
- 1935 Gesammelte Werke (6 Bände)
- 1938 Die Pilgerfahrt nach dem Unerreichlichen. Lebensrückschau
- 1939 Das Haus des Atreus